# Землище
Землище е съвкупността от поземлените имоти, принадлежащи към дадено населено място (т.е. поземлените имоти и в селищната, и в извънселищната територия).
Тази дефиниция на термина е въведена с § 1, т. 8 от Допълнителните разпоредби на Закона за административно-териториалното устройство на Република България, при изменението му в ДВ, бр. 154 от 1998 г.
Терминът се ползва в значението му по тази дефиниция в документацията по създаване и поддържане на кадастъра на страната в изпълнение на Закона за кадастъра и имотния регистър.
Според дотогавашното традиционно разбиране, землище се нарича територията около населеното място, върху която се простират правата и административната му власт (т.е. извънселищната територия). Терминът продължава все още да се употребява в такова разбиране в някои действащи нормативни актове, например в Закона за устройство на територията, включително в § 5, т. 6 от Допълнителните му разпоредби.